# Agnès Château
Pour les articles homonymes, voir Château (homonymie).
Agnès Château est une actrice française.

## Filmographie

### Télévision
- 1976 : Adios d’André Michel : Tina
- 1977 : Les Cinq Dernières Minutes : Une si jolie petite cure de Guy Seligmann : Francine
- 1978 : Rumeur (téléfilm) de Pierre Koralnik : Suzy Fernandez
- 1978 : Le Temps d'une République : Louise
- 1978-1986 : Médecins de nuit : Dr Anne Odiq / Anne
- 1980 : Le Carton rouge d’Alain Quercy : Anne
- 1984 : Un homme va être assassiné de Dolorès Grassian : Dany
- 1986 : L'Or blanc de Geraldo Coutinho : Anne
- 1994 : Julie Lescaut : La directrice
- 1994 : Madame le Proviseur
- 1997 : Vérité oblige : La surveillante en chef
- 2001 : Le Grand Patron : Emma Dellaserra
- 2001 : La Crim' : Martine
- 2002 : Jean Moulin d’Yves Boisset : Mlle Labonne
- 2002 : Fabien Cosma : Marion
- 2004 : Alex Santana, négociateur : Jeanne Carades
- 2005 : 2013, la fin du pétrole de Stéphane Meunier
- 2005 : Le juge est une femme : Madame Coudouin
- 2006 : Homicides : Mme Gomez
- 2007 : Paris, enquêtes criminelles : Madame Ferreira
- 2008 : Section de recherches : Alice Marcy
- 2011 : Chez Maupassant : Mme Blaireau
- 2012 : Ainsi soient-ils : Mme Charrier
- 2014 : Plus belle la vie : Mme Bruel
- 2017 : Alice Nevers : Valérie Garcin
- 2017 : Dix pour cent : Michelle Marteau
- 2021 : HPI : Odile Marini

### Cinéma
- 1975 : Que la fête commence... de Bertrand Tavernier : La paysanne de l'accident
- 1975 : Section spéciale de Costa-Gavras : Pauline, la compagne d'Émile Bastard
- 1977 : Le Gang de Jacques Deray : La femme de Raymond
- 1977 : Juliette et l'air du temps  de René Gilson : Juliette
- 1977 : La Dentellière de Claude Goretta : Jeune femme sur la balançoire
- 1978 : On efface tout de Pascal Vidal : Armande
- 1980 : Le Rôle effacé de Marie de Jean-Michel Mongrédien : Françoise
- 1980 : Vacances royales de Gabriel Auer : Gunda
- 1981 : Une robe noire pour un tueur de José Giovanni : La femme du photographe
- 1981 : Une sale affaire d’Alain Bonnot : Julia
- 1983 : Si j'avais mille ans de Monique Enckell
- 1989 : Eskorpion d’Ernesto Tellaria : Marta
- 1993 : L'Affaire Seznec d’Yves Boisset :  Mlle Jenny Quémeneur
- 1999 : Jacynthe, tu as un cul de feu de Philippe Lubliner (court métrage) : Diane
- 1999 : Du bleu jusqu'en Amérique de Sarah Lévy : Joëlle
- 2002 : Tangos volés d'Eduardo de Gregorio : Marguerite/Christina
- 2005 : Travaux, on sait quand ça commence... de Brigitte Roüan : La policière
- 2005 : La vie est à nous !  de Gérard Krawczyk : Mme Antoine
- 2008 : Sagan  de Diane Kurys : Régine
- 2011 : Poursuite de Marina Déak : Annie
- 2013 : J'ai mal occupé ma jeunesse (court-métrage) d'Anne Agüero : L'infirmière
- 2014 : Parisiennes de Slony Sow : Josy

## Théâtre
- 1974 : L'Atelier volant de Valère Novarina, mise en scène Jean-Pierre Sarrazac, Théâtre de Suresnes, (et tournée en France)
- 1976 : La Poison de René Gaudy (rôle de Jeanne) mise en scène de Michel Berto, Théâtre de Choisy Le Roi
- 1977 : Vole-moi un petit milliard de Fernando Arrabal (rôle de la bonne sœur) mise en scène Michel Berto, Théâtre Daniel Sorano
- 1978 : La Nuit du 13  de Sandra Nils (rôle de l'Autre) mise en scène Michel Berto, Théâtre Marie Stuart
- 1995 : La Misère du monde  de Pierre Bourdieu (entretien de la Commerçante)  Rencontres à la Cartoucherie , Théâtre de la Tempête  mise en scène de Philippe Adrien
- 1996 : La nuit tombe sur Alger la Blanche pièce d'Agnès Château et Annie Mercier, mise en scène Philippe Adrien Théâtre de la Tempête
- 1997 : La Danse des cafards de Danièle Caviglioli (rôle de La Patiente)  mise en scène de l'auteur, Théâtre de la tempête
- 1998 : Chère Elena Sergueievna de Ludmila Razoumovskaia (rôle d'Elena) mise en scène Abbés Zahmani, Théâtre de Proposition (création mondiale et tournée en France)
- 2000 : Tchernobyl d'après le roman La Supplication de Svetlana Alexievitch, metteur en scène Hervé Dubourjal, Théâtre de la Tempête  (témoignages de suppliciés)
- 2012 : L'Affaire  de Jean-Louis Bauer (rôle Martine Aubry), metteur en scène Philippe Adrien, Théâtre de la Tempête
- 2013 : Le Dindon de Georges Feydeau (rôle Mme Pinchard) , metteur en scène Philippe Adrien, Théâtre de la Porte Saint-Martin